# Hálaadás

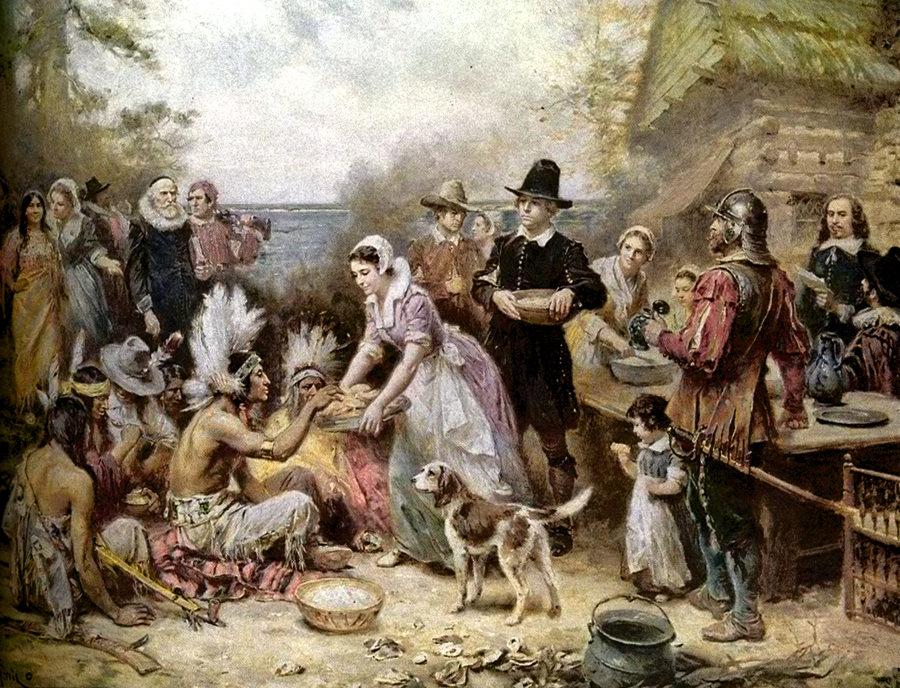
Jean Louis Gerome Ferris festménye ami az első hálaadást mutatja be

A hálaadás (angolul Thanksgiving avagy "Happy Thanksgiving Day") észak-amerikai ünnep. A hagyományok szerint az őszi betakarítások után adnak hálát a termésért Istennek.
Az Amerikai Egyesült Államokban, ahol az egyik legfontosabb ünnepnek számít, november hónap negyedik csütörtökjén, szövetségi ünnepként, Kanadában pedig október második hétfőjén tartják.

## Hálaadás az Egyesült Államokban

### Az első hálaadás története
A mai Egyesült Államok területén az első hálaadást a hagyományok szerint 1621-ben ünnepelték a Mayflower fedélzetén az előző évben Plymouthhoz érkező, az Újvilágba az európai vallásüldözések elől menekült telepesek, akiknek mintegy fele a hideg, az éhezés és az idegen, mostoha környezet áldozata lett az első télen. A telepeseket a wampanoag indián törzs segítette ezekben a nehéz időkben, megtanítva nekik többek közt a helyi halászatot és vadászatot, a kukoricatermesztést, a juharszirup kinyerésének titkát. A történet szerint az őszi bőséges termés után az életben maradt 51 telepes vezetője, William Bradford nagy ünnepséget rendezett, ahová az indiánokat is meghívták.

### Kialakulása
Országos szinten hivatalosan George Washington hirdetett először hálaadási nemzeti ünnepnapot, 1789-ben. Rendszeres ünneppé Abraham Lincoln 1863-as proklamációja után vált, eleinte november utolsó csütörtökén, később – Franklin Roosevelt elnöksége alatt, egy kongresszusi rendelet nyomán – november negyedik csütörtökére pontosítva a napját.
A hálaadási hagyományok egyes részletei csupán az 1890-es és 1900-as évek elején alakultak ki, mikor az amerikaiakat megosztó polgárháború sebeinek begyógyítása és a nagyszámú bevándorló asszimilációjának megkönnyítése érdekében az amerikaiak igyekeztek megteremteni egységes nemzeti identitásukat.

### Viták az ünnep szerepéről és annak megítéléséről
Hasonlóan a Kolumbusz-naphoz, egyesek (főleg őslakos indiánok) véleménye szerint a Thanksgiving day a gyarmatosítók általi hódítások és a bennszülöttek felett aratott győzelmeik ünnepléséhez is kapcsolható. Például az első, Massachusetts állam törvényhozása által hivatalosan deklarált Thanksgiving ünnepnapot (1637. június 15-ét) az angol gyarmatosítók (és a velük szövetséges narragansett és mohegan indián törzsek) által, egy a pequot törzs erődítményével szembeni, 600-700 pequot indián áldozatot követelő, véres mészárlásba torkolló támadás után hirdették ki. 1789-ig több hasonló eseményhez köthető hálaadásnapot is kijelöltek. Az 1970-es évek óta hálaadáskor az indián áldozatok emlékére bennszülött és velük szimpatizáló aktivisták minden évben Nemzeti Gyásznapot (“National Day of Mourning”) tartanak Plymouth Rocknál.

### A hálaadás szokásos ünneplése

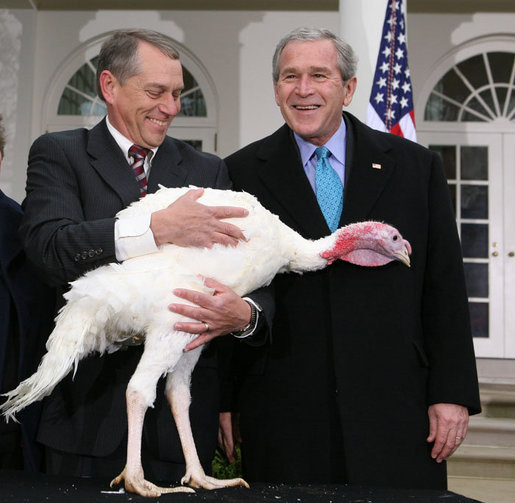
Minden évben, hálaadáskor egy pulyka „kegyelmet kap” az elnöktől

Az Amerikai Egyesült Államokban a hálaadás az egyik legfontosabb nemzeti ünnep. Sok amerikai a hivatalosan is munkaszüneti napnak nyilvánított csütörtököt követő pénteket is kiveszi szabadnapként. Ezen a négynapos hétvégén a közeli családtagok gyakran messziről hazautazva összegyűlnek, hogy együtt ünnepelhessék a hálaadást, melynek elmaradhatatlan tartozéka a hálaadásnapi vacsora.
A vacsora hagyományosan legfontosabb eleme, a pulyka olyannyira egybeforrt az ünneppel, hogy a hálaadást néha „pulyka napnak” (Turkey Day, T-Day) is nevezik. Az ünnepi asztalon tradicionálisan szerepelnek még olyan fogások, mint a pulykához felszolgált töltelék, áfonyaszósz, krumplipüré, zöldbab, illetve a sütőtöktorta.
Az ünnep az USA-ban a karácsonyi szezon kezdetét is jelzi. A hálaadást követő pénteken hagyományosan igen nagy mértékű leértékelésekkel csábítják az üzletek a vásárlókat, és ennek hatására tipikusan ezen a napon a legnagyobb a kiskereskedelmi forgalom.
Ezen a napon játszanak három NFL, illetve számos egyetemi és középiskolai amerikaifutball-mérkőzést is, ami tovább növeli a nap jelentőségét az amerikaiak számára.

## Hálaadás Kanadában
A kanadai hagyományok Martin Frobisher 1578-ban, Új-Fundlandon tartott lakomájára vezetik vissza az ünnepet. Valószínű, hogy az amerikai függetlenségi háború idején Kanadába menekült lojalisták hoztak magukkal sok, az ünnephez kapcsolódó hagyományt.
Hivatalosan először 1872. április 5-én ünnepelték a hálaadást Kanadában, a walesi herceg súlyos betegségből való felépülése alkalmából. A következő hivatalos hálaadás csak 1879-ben volt, mikor is a parlament nemzeti ünnepnek nyilvánította. Pontos időpontját többször áthelyezték, míg végül 1957-ben nyerte el a naptárban mostani helyét, október második hétfőjét.